# Sir Bedivere
|                        |                                                                     |
| Geschichte             |                                                                     |
| In Auftrag gegeben:    |                                                                     |
| Kiellegung:            | Oktober 1965                                                        |
| Stapellauf:            | 20. Juli 1966                                                       |
| Indienststellung:      | 18. Mai 1967                                                        |
| Außerdienststellung:   | 18. Februar 2008                                                    |
| Heimathafen:           | Marchwood                                                           |
| Daten                  |                                                                     |
| Verdrängung:           | 6700 tons                                                           |
| Länge:                 | 137,5 m                                                             |
| Breite:                | 17,7 m                                                              |
| Tiefgang:              | 3,9 m                                                               |
| Antrieb:               | 2 × V12-Dieselmotoren Stork Wartsila SW280                          |
| Höchstgeschwindigkeit: | 17 Knoten                                                           |
| Reichweite:            | 9200 Meilen bei 15 Knoten                                           |
| Besatzung:             | 49                                                                  |
| Bewaffnung:            | Vier Oerlikon-20-mm-Kanonen und vier 7,62-mm-Maschinengewehre       |
| Hubschrauber:          | 1 Sea King oder Sea Lynx + Landemöglichkeit für einen CH-47 Chinook |

Die Sir Bedivere (L3004) war ein Landungsschiff der Royal Fleet Auxiliary. Sie war eines von sechs Schiffen der Round-Table-Klasse (dt. Tafelrunde-Klasse). Benannt wurde sie nach Sir Bedivere, einem Ritter der Tafelrunde in der Artussage. Seit 2009 ist das Schiff für die brasilianische Marine als Navio de Desembarque de Carros de Combate (Landungsschiff Panzer) NDCC Almirante Saboia (G-25) im Einsatz.

## Geschichte
Die Sir Bedivere wurde 1967, wie damals alle Landungsschiffe, bei der British Army in Dienst gestellt. 1970 wurden sie der „Royal Fleet Auxiliary“ unterstellt. Ihr erster Kriegseinsatz war der Falklandkrieg 1982. Gemeinsam mit weiteren Landungsschiffen wurde sie zu den Falklandinseln entsandt, um die britische Rückeroberung zu unterstützen. Am 24. Mai 1982 wurde sie leicht beschädigt, als eine argentinische Bombe wenige Meter vom Schiff entfernt detonierte. 1990 wurde sie als Bestandteil des britischen Flottenverbandes in den persischen Golf entsandt und war während des Zweiten Golfkriegs an der Anlandung britischer Einheiten beteiligt.
Um die Kapazität der Sir Bedivere zu erhöhen, wurde sie von 1994 bis 1998 einer umfangreichen Modernisierung unterzogen, wobei der Schiffsrumpf um zwölf Meter verlängert und die Dieselmotoren erneuert wurden. Im Jahr 2000 operierte sie gemeinsam mit dem Flugzeugträger Illustrious vor der Küste Sierra Leones und koordinierte die Anlandung britischer Truppen. Anfang 2003 wurde sie in den persischen Golf abkommandiert und agierte dort während des Irakkrieges als Kommandoschiff für die Minenabwehrschiffe der britischen und US-amerikanischen Marine. Sie diente zudem als Unterstützungsschiff der Royal Marines.
Seit August 2006 war die Sir Bedivere das letzte aktive Schiff der Round-Table-Klasse. Ihre fünf Schwesterschiffe wurden durch die neuen Docklandungsschiffe der Bay-Klasse ersetzt. Aufgrund ihres guten Zustandes sollte die Sir Bedivere ursprünglich noch bis 2011 in Dienst bleiben. 2007 wurde jedoch entschieden, sie mangels Verwendungszweck vorzeitig auszumustern. Am 18. Februar 2008 wurde sie in Marchwood außer Dienst gestellt.
Im Dezember 2008 wurde die Sir Bedivere zusammen mit ihrem Schwesterschiff Sir Galahad nach Brasilien verkauft. 

## Geschichte Almirante Saboia

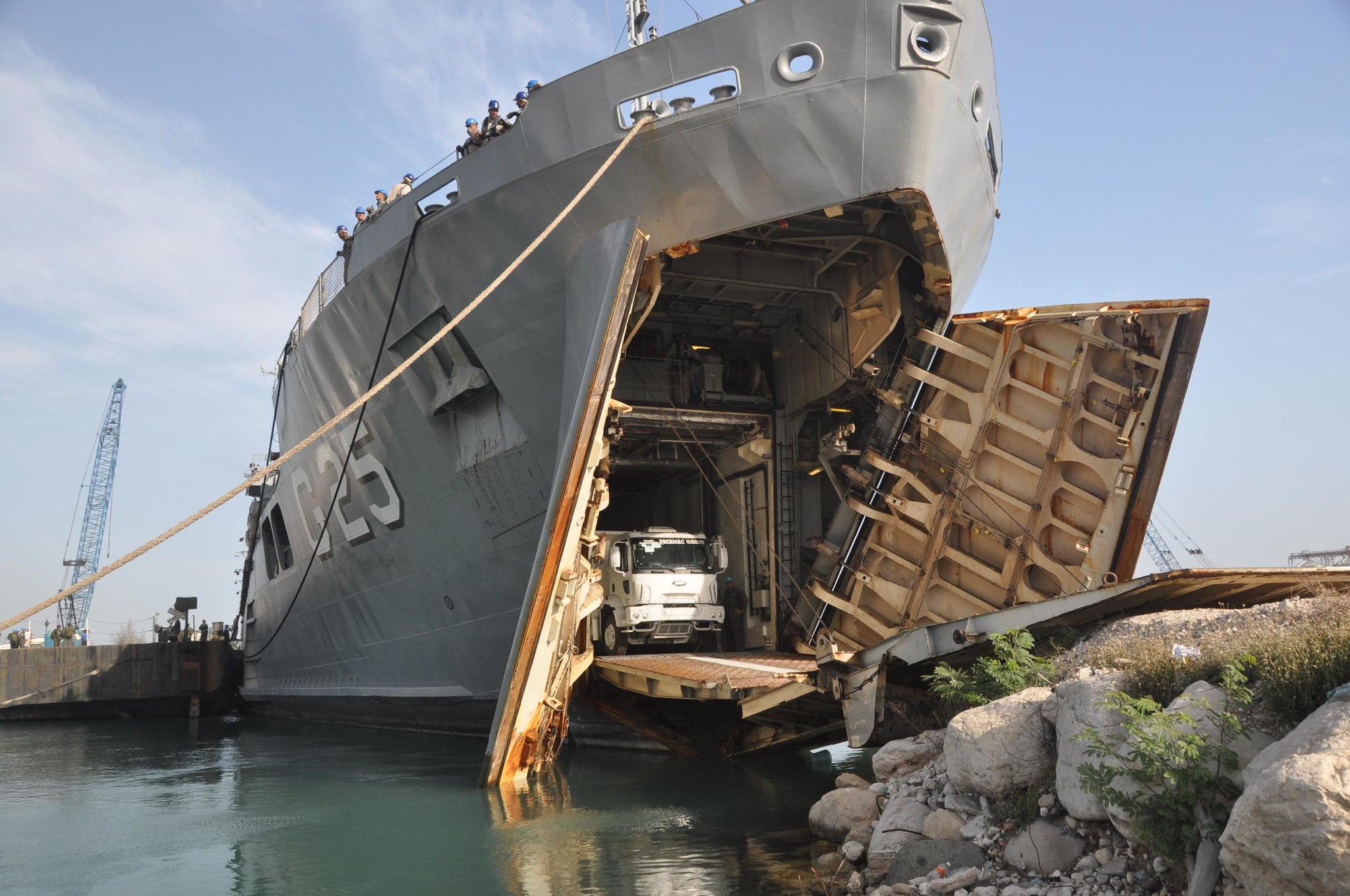
Entladen der Almirante Saboia 2022

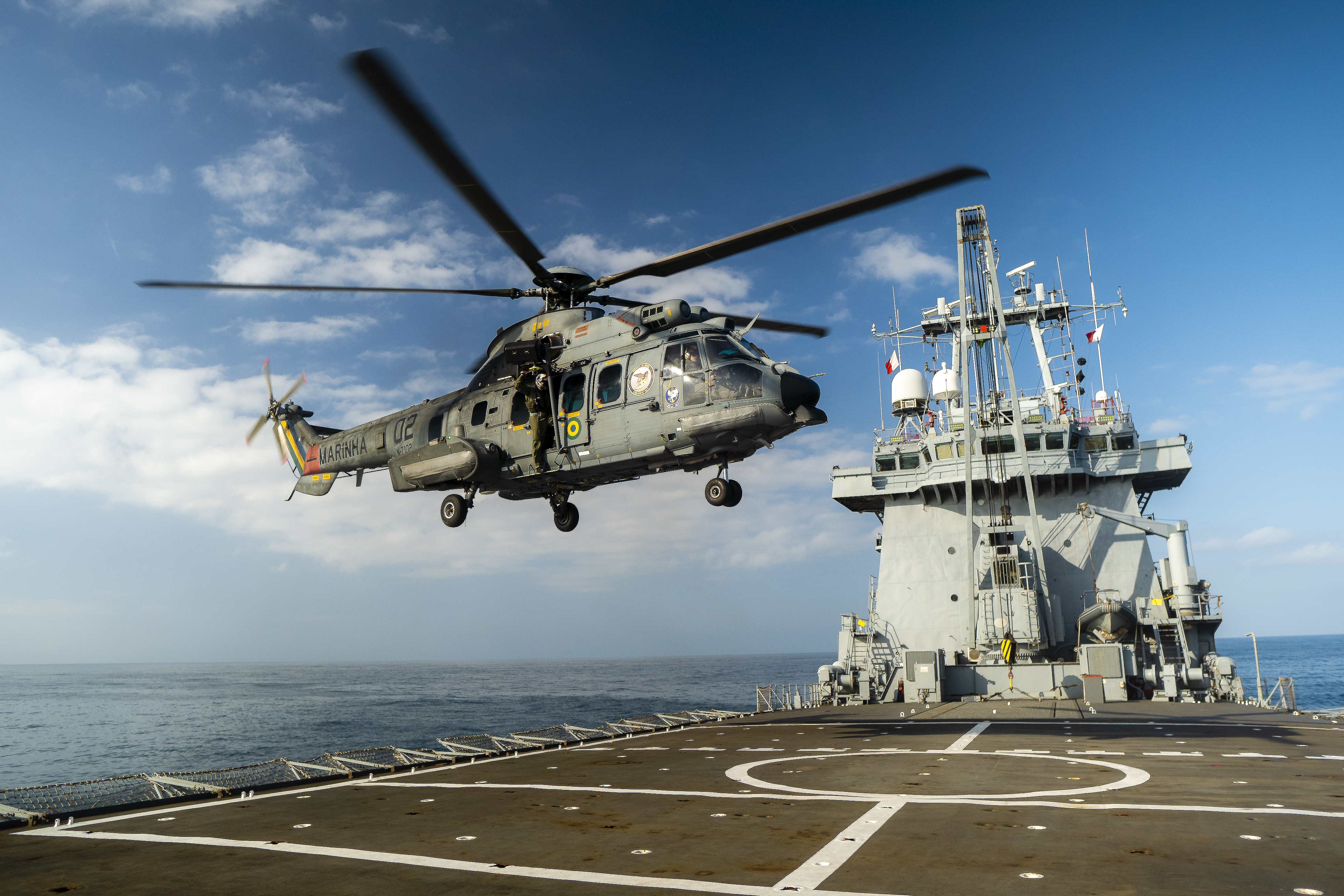
Landender Airbus Helicopters H225M 2022

Die Sir Bedivere wurde am 21. Mai 2009 an die brasilianische Marine übergeben, nachdem sie von der A&P Group in Falmouth gründlich überholt worden war. Sie wurde bei der brasilianischen Marine in Dienst gestellt und in Navio de Desembarque de Carros de Combate (Landungsschiff Panzer) NDCC Almirante Saboia (G-25) umbenannt, nach Almirante de esquadra Henrique Sabóia, Marineminister von 1985 bis 1990 unter der Regierung José Sarney. 
Als Almirante Saboia unternahm sie mehrere Fahrten zwischen Port-au-Prince und Rio de Janeiro zur Unterstützung der Truppen der brasilianischen Armee und des brasilianischen Marinekorps im Dienst der Vereinten Nationen während der MINUSTAH. Am 12. Januar 2010 schloss sie sich dem Einsatzverband an, der an der jährlichen ASPIRANTEX-Übung der brasilianischen Marine teilnahm, zu der die Fregatten Niterói, Constituição und Independência, das Tankschiff Almirante Gastão Motta sowie die U-Boote Tupi und Tikuna gehörten. Im Rahmen der ASPIRANTEX 2010 besuchte die Almirante Saboia die Häfen von Salvador, Recife, Cabedelo und Natal. Nach dem Erdbeben wurde sie jedoch angefordert und verließ Rio de Janeiro am 1. Februar mit 700 Tonnen Hilfsgütern, darunter sowohl humanitäre Hilfe als auch Militärgüter für das brasilianische MINUSTAH-Kontingent. Sie kam am 17. Februar an und verbrachte die nächsten 30 Tage in dem karibischen Land. Zwischen dem 21. Mai und dem 2. August 2012 transportierte das Schiff 260 Tonnen Hilfsgüter des Marine Corps und der Armee für die MINUSTAH und mit rund 300 Tonnen beschädigter Fahrzeuge und Ausrüstung zur Wartung nach Rio zurückkehrte.